# Solanum petraeum
Solanum petraeum är en potatisväxtart som beskrevs av Symon. Solanum petraeum ingår i släktet skattor som ingår i familjen potatisväxter. Inga underarter finns listade i Catalogue of Life.